# Rodrygo Goes
Rodrygo Silva de Goes (pronunciación en portugués: /ʁo.ˈdɾi.gu gɔjs/; Osasco, 9 de enero de 2001) es un futbolista brasileño que juega como delantero en el Real Madrid de la La Liga.
Fue candidato al Golden Boy como mejor jugador del mundo sub-21 en 2019 y 2020, donde fue seleccionado entre los finalistas del premio. Su precocidad le llevó a ser el goleador brasileño más joven en dos de las más prestigiosas competiciones de clubes, la Copa Libertadores, con 17 años y 65 días, y también ganando la Liga de Campeones, con 18 años y 301 días. En esta además fue el más joven del mundo en realizar un hat-trick perfecto, logrado el mismo día.

## Trayectoria

### Santos
Nacido en Osasco, São Paulo, Rodrygo se unió al equipo juvenil del Santos en 2011 a la edad de diez años, inicialmente asignado al equipo de fútsal. En marzo de 2017 fue convocado por el entrenador Dorival Júnior para participar de un entrenamiento con el primer equipo en vísperas de un partido de la Copa Libertadores que se disputaría en Perú, contra el Sporting Cristal.
El 21 de julio de 2017, Rodrygo firmó su primer contrato profesional, después de aceptar un contrato de cinco años con el Santos. El 1 de noviembre, fue ascendido al equipo principal por el gerente interino Elano. Rodrygo hizo su debut en el primer equipo y en el Brasileirão, el 4 de noviembre de 2017, como sustituto de Bruno Henrique en la victoria por 3-1 contra el Atlético Mineiro. El 25 de enero de 2018 marcó su primer gol, anotando en el último minuto por el Campeonato Paulista derrotando 2-1 al Ponte Preta.
Rodrygo jugó su primer partido en la Copa Libertadores el 1 de marzo de 2018, reemplazando a Eduardo Sasha en la derrota por 2-0 ante el Real Garcilaso; de 17 años y 50 días, se convirtió en el jugador más joven del Santos en aparecer en la competición. Quince días más tarde marcó su primer gol en el torneo, anotando el segundo de su equipo mediante una gran acción individual en la victoria por 3-1 contra Nacional en el Estadio Pacaembú; a la edad de 17 años, dos meses y seis días, se convirtió en el brasileño más joven en anotar en la competición.
Rodrygo anotó su primer gol en la categoría principal del fútbol brasileño el 14 de abril de 2018, anotando el último en una victoria local por 2-0 contra Ceará. El 3 de junio, Rodrygo marcó una tripleta y asistió a Gabriel en el último gol de un enfrentamiento que terminaría 5-2 a favor del Santos.

### Real Madrid
En junio de 2018, el club brasileño y el Real Madrid Club de Fútbol llegaron a un acuerdo para el traspaso de Rodrygo a partir de la temporada 2019-20, por un montante global de 45 millones de euros. Debutó con el equipo filial el 14 de septiembre en un partido del campeonato de liga frente a la Unión Popular de Langreo. El partido finalizó con empate 0-0.
A finales del mes de septiembre y con un único partido disputado con el equipo filial, debutó y anotó su primer gol con el primer equipo en el estadio Santiago Bernabéu en la jornada 6 frente al Club Atlético Osasuna. El partido finalizó con victoria local por 2-0 y Rodrygo fue el autor del segundo tanto, a los 91 segundos después de entrar al terreno de juego sustituyendo a su compatriota Vinícius Júnior, quien marcó el primero. Fue además el primer jugador nacido en el siglo xxi en anotar un gol con el club, y el más rápido en hacerlo tras su debut en liga de la historia del club tras superar el anterior registro del debut con gol de David Beckham en 2009. 95 segundos el brasileño por 124 del inglés. Además fue el tercer jugador más joven en la historia del club en anotar un gol en su debut, con 18 años y 259 días, por detrás de Alberto Rivera (17 años y 111 días) y Manolo Sanchís (18 años y 195 días).
Uno de los momentos claves de Rodrygo fueron las semifinales de Champions League 2021/2022 contra el Manchester City, donde hizo dos goles en dos minutos mandando el partido a la prórroga.

## Selección nacional

### Inferiores
El 30 de marzo de 2017, Rodrygo fue convocado por primera vez para jugar con la selección sub-17 de Brasil para disputar el Torneo Montaigu del año. Hizo su debut en la competición anotando el único gol de su equipo en la derrota 2-1 ante Dinamarca, Rodrygo conseguiría anotar dos tantos más en los partidos contra Camerún y Estados Unidos.
El 7 de marzo de 2018, Rodrygo junto con su compañero de equipo en el Santos, Yuri Alberto, fueron convocados por la sub-20 de Brasil, pero ambos tuvieron que salir del equipo seis días después, luego de una solicitud del presidente del club.

### Absoluta
El 25 de octubre de 2019 recibió su primera llamada para la selección absoluta, debutando el 15 de noviembre en un amistoso ante Argentina en el que Brasil perdió por la mínima. Tuvo que esperar más de dos años, hasta el 1 de febrero de 2022, para marcar su primer gol con la selección en un partido de clasificación para el Mundial 2022 ante Paraguay.
Disputó el Mundial de 2022 con Brasil, en el que fueron eliminados en cuartos de final por Croacia. El encuentro finalizó 1 a 1 y en la definición por penales ganó Croacia 4 a 2. Rodrygo ejecutó el primer penal de Brasil y fue atajado por el arquero croata Dominik Livaković.

#### Participaciones en Copas del Mundo
| Mundial           | Sede  | Resultado        | Partidos | Goles |
| ----------------- | ----- | ---------------- | -------- | ----- |
| Copa Mundial 2022 | Catar | Cuartos de final | 5        | 0     |

#### Participaciones en Copas América
| Torneo            | Sede           | Resultado        | Partidos | Goles |
| ----------------- | -------------- | ---------------- | -------- | ----- |
| Copa América 2024 | Estados Unidos | Cuartos de final | 4        | 0     |

#### Goles con la selección
Actualizado hasta el 12 de junio de 2024.
| 1 | 1 de febrero de 2022    | Estadio Mineirão, Belo Horizonte, Brasil                 | Paraguay       | 4 – 0 | 4 – 0 | Clasificatorias Catar 2022       |
| 2 | 17 de junio de 2023     | RCDE Stadium, Barcelona, España                          | Guinea         | 2 – 0 | 4 – 1 | Amistoso                         |
| 3 | 8 de septiembre de 2023 | Estadio Olímpico do Pará, Belém, Brasil                  | Bolivia        | 1 – 0 | 5 – 1 | Clasificatorias Nortamérica 2026 |
| 4 | 8 de septiembre de 2023 | Estadio Olímpico do Pará, Belém, Brasil                  | Bolivia        | 3 – 0 | 5 – 1 | Clasificatorias Nortamérica 2026 |
| 5 | 26 de marzo de 2024     | Estadio Santiago Bernabéu, Madrid, España                | España         | 1 – 2 | 3 – 3 | Amistoso                         |
| 6 | 12 de junio de 2024     | Camping World Stadium, Orlando (Florida), Estados Unidos | Estados Unidos | 0 – 1 | 1 – 1 | Amistoso                         |

## Estadísticas

### Clubes
Actualizado al último partido disputado el 26 de abril de 2025.
| Club                                | Div.          | Temporada     | Liga  | Liga  | Liga   | Estatal | Estatal | Estatal | Copas nacionales | Copas nacionales | Copas nacionales | Copas internacionales | Copas internacionales | Copas internacionales | Total | Total | Total  |
| Club                                | Div.          | Temporada     | Part. | Goles | Asist. | Part.   | Goles   | Asist.  | Part.            | Goles            | Asist.           | Part.                 | Goles                 | Asist.                | Part. | Goles | Asist. |
| ----------------------------------- | ------------- | ------------- | ----- | ----- | ------ | ------- | ------- | ------- | ---------------- | ---------------- | ---------------- | --------------------- | --------------------- | --------------------- | ----- | ----- | ------ |
| Santos F. C. · Brasil               | 1.ª           | 2017          | 2     | 0     | 0      | 0       | 0       | 0       | 0                | 0                | 0                | —                     | —                     | —                     | 2     | 0     | 0      |
| Santos F. C. · Brasil               | 1.ª           | 2018          | 35    | 8     | 3      | 12      | 3       | 0       | 3                | 0                | 1                | 8                     | 1                     | 0                     | 58    | 12    | 4      |
| Santos F. C. · Brasil               | 1.ª           | 2019          | 4     | 1     | 2      | 10      | 1       | 1       | 6                | 3                | 1                | —                     | —                     | —                     | 20    | 5     | 4      |
| Santos F. C. · Brasil               | Total club    | Total club    | 41    | 9     | 5      | 22      | 4       | 1       | 9                | 3                | 2                | 8                     | 1                     | 0                     | 80    | 17    | 8      |
| Real Madrid Castilla C. F. · España | 2.ª B         | 2019-20       | 3     | 2     | 0      | —       | —       | —       | —                | —                | —                | —                     | —                     | —                     | 3     | 2     | 0      |
| Real Madrid Castilla C. F. · España | Total club    | Total club    | 3     | 2     | 0      | 0       | 0       | 0       | 0                | 0                | 0                | 0                     | 0                     | 0                     | 3     | 2     | 0      |
| Real Madrid C. F. · España          | 1.ª           | 2019-20       | 19    | 2     | 0      | —       | —       | —       | 2                | 1                | 0                | 5                     | 4                     | 3                     | 26    | 7     | 3      |
| Real Madrid C. F. · España          | 1.ª           | 2020-21       | 22    | 1     | 6      | —       | —       | —       | 0                | 0                | 0                | 11                    | 1                     | 1                     | 33    | 2     | 7      |
| Real Madrid C. F. · España          | 1.ª           | 2021-22       | 33    | 4     | 4      | —       | —       | —       | 5                | 0                | 3                | 11                    | 5                     | 2                     | 49    | 9     | 9      |
| Real Madrid C. F. · España          | 1.ª           | 2022-23       | 34    | 9     | 8      | —       | —       | —       | 8                | 4                | 0                | 15                    | 6                     | 2                     | 57    | 19    | 10     |
| Real Madrid C. F. · España          | 1.ª           | 2023-24       | 34    | 10    | 5      | —       | —       | —       | 4                | 2                | 1                | 13                    | 5                     | 2                     | 51    | 17    | 8      |
| Real Madrid C. F. · España          | 1.ª           | 2024-25       | 30    | 6     | 5      | —       | —       | —       | 7                | 2                | 2                | 14                    | 6                     | 2                     | 52    | 14    | 9      |
| Real Madrid C. F. · España          | Total club    | Total club    | 172   | 32    | 28     | 0       | 0       | 0       | 26               | 9                | 6                | 69                    | 27                    | 12                    | 267   | 68    | 46     |
| Total carrera                       | Total carrera | Total carrera | 216   | 43    | 33     | 22      | 4       | 1       | 35               | 12               | 8                | 77                    | 28                    | 12                    | 350   | 87    | 54     |
| 1. 2. 3. 4.                         |               |               |       |       |        |         |         |         |                  |                  |                  |                       |                       |                       |       |       |        |

### Selección
Actualizado al 29 de marzo de 2022.
| Selección         | Temporada     | Continental | Continental | Mundial | Mundial | Amistosos | Amistosos | Total | Total |
| Selección         | Temporada     | Part.       | Goles       | Part.   | Goles   | Part.     | Goles     | Part. | Goles |
| ----------------- | ------------- | ----------- | ----------- | ------- | ------- | --------- | --------- | ----- | ----- |
| Sub-17 · Brasil   | 2017          | –           | –           | –       | –       | 4         | 3         | 4     | 3     |
| Sub-20 · Brasil   | 2019          | 8           | 2           | –       | –       | 2         | 1         | 10    | 3     |
| Olímpica · Brasil | 2019          | –           | –           | –       | –       | 2         | –         | 2     | 0     |
| Absoluta · Brasil | 2019          | –           | –           | –       | –       | 2         | –         | 2     | 0     |
| Absoluta · Brasil | 2020          | –           | –           | 1       | –       | –         | –         | 1     | 0     |
| Absoluta · Brasil | 2021          | –           | –           | –       | –       | –         | –         | 0     | 0     |
| Absoluta · Brasil | 2022          | –           | –           | 2       | 1       | –         | –         | 2     | 1     |
| Absoluta · Brasil | 2023          | -           | -           | 6       | 2       | 2         | 1         | 8     | 3     |
| Absoluta · Brasil | 2024          |             |             |         |         | 3         | 2         | 3     | 2     |
| Absoluta · Brasil | Total sel.    | 0           | 0           | 9       | 3       | 7         | 3         | 16    | 6     |
| Total carrera     | Total carrera | 8           | 2           | 9       | 3       | 15        | 7         | 32    | 12    |
| 1. 2.             |               |             |             |         |         |           |           |       |       |

### Hat-tricks
| 1 | 3 de junio de 2018     | Estádio Vila Belmiro, Santos      | Santos F. C. - E. C. Vitória          |  | 5 - 2 | Campeonato Brasileño de Fútbol Serie A 2018 |
| 2 | 6 de noviembre de 2019 | Estadio Santiago Bernabéu, Madrid | Real Madrid C. F. - Galatasaray S. K. |  | 6 - 0 | Liga de Campeones de la UEFA 2019-20        |

## Palmarés

### Títulos nacionales
| Título             | Club              | Año  |
| ------------------ | ----------------- | ---- |
| Supercopa          | Real Madrid C. F. | 2020 |
| Campeonato de Liga | Real Madrid C. F. | 2020 |
| Supercopa          | Real Madrid C. F. | 2022 |
| Campeonato de Liga | Real Madrid C. F. | 2022 |
| Copa               | Real Madrid C. F. | 2023 |
| Supercopa          | Real Madrid C. F. | 2024 |
| Campeonato de Liga | Real Madrid C. F. | 2024 |

### Títulos internacionales
| Título                           | Club              | Año  |
| -------------------------------- | ----------------- | ---- |
| Liga de Campeones                | Real Madrid C. F. | 2022 |
| Supercopa de Europa              | Real Madrid C. F. | 2022 |
| Mundial de Clubes                | Real Madrid C. F. | 2022 |
| Liga de Campeones                | Real Madrid C. F. | 2024 |
| Supercopa de Europa              | Real Madrid C. F. | 2024 |
| Copa Intercontinental de la FIFA | Real Madrid C. F. | 2024 |

### Distinciones individuales
| Distinción                                                      | Año        |
| --------------------------------------------------------------- | ---------- |
| Novato del año del Campeonato Paulista                          | 2018       |
| Goal.com NxGN                                                   | 2020       |
| Nominado al Golden Boy                                          | 2019, 2020 |
| Parte de los 100 mejores jugadores del mundo según The Guardian | 2022       |
| MVP final Copa del rey                                          | 2023       |

## Vida personal
Rodrygo y la esteticista brasileña Pamella Cristina Costa dieron la bienvenida a gemelos en febrero de 2022.
Su padre Eric es un exfutbolista profesional que jugó como lateral derecho en varias categorías del fútbol brasileño, la más alta de las cuales fue la Serie B.
Rodrygo es cristiano.
En febrero de 2024, Rodrygo se asoció con la Fundación Juegaterapia y el artista Titocustoms para lanzar una campaña de recaudación de fondos contra el cáncer infantil. La iniciativa, parte de la campaña "Todo va a salir bien", consistió en subastar artículos personalizados —como zapatillas Nike, una chaqueta, un balón y un cuadro— para apoyar a los niños afectados. Al reflexionar sobre su participación, Rodrygo afirmó: "El fútbol es una herramienta que nos permite no solo difundir los valores del deporte, sino también ofrecer una oportunidad a quienes necesitan apoyo".
El padre de Rodrygo ya había predicho que sería futbolista incluso antes de nacer. Rodrygo tiene una hermana menor, Ana Julya, que nació en 2018.

### Redes sociales
- Rodrygo Goes en X (antes Twitter)
- Rodrygo Goes en TikTok
- Rodrygo Goes en Instagram
- Rodrygo Goes en Facebook

- Datos: Q42728914
- Multimedia: Rodrygo Goes / Q42728914